# Herero (jazyk)
Herero (otjiherero) nebo také hererština je bantuský jazyk nigerokonžské jazykové skupiny používaný Herery v Botswaně a Namibii. Celková populace v obou zemích se pohybuje okolo 133 000 mluvčích.
Používán je především na území tzv. Hererolandu. Jde o území pokrývající region Omaheke a regiony Otjozondjupa a Kunene. Himbové jež jsou Hererům příbuzní mluví nářečím které se hererštině velmi blíží. Jazyková menšina existuje i v hlavním městě Namibie, Windhoeku.
Díky překladu Bible z konce 19. století byla mluvená forma jazyka převedena do latinky.
V současné době se vyučuje na základních školách jak jako mateřský jazyk, tak jako druhý jazyk. Je také jedním z šesti menšinových jazyků používaných Namibijských státním rádiem (NBC). V roce 2008 byl uveřejněn zatím jediný hererijský slovník.

## Příklady

### Číslovky
| Herero     | Česky |
| imwe       | jeden |
| imbari     | dva   |
| indatu     | tři   |
| ine        | čtyři |
| indano     | pět   |
| hamboumwe  | šest  |
| hambombari | sedm  |
| hambondatu | osm   |
| muvyu      | devět |
| omurongo   | deset |